# شهرستان سامع
ناحیهٔ سامع (به عربی: مدیریة سامع) یک ناحیه در یمن است که در استان تعز واقع شده‌است.
ناحیهٔ سامع ۴۱٬۴۶۴ نفر جمعیت دارد.